# Archives de la ville de Nagoya
Les archives de la ville de Nagoya (名古屋市市政資料館, Nagoya-shi shiseishiiryōkan) est un bâtiment historique situé dans la ville de Nagoya (préfecture d'Aichi), au Japon.
Construit en 1922 durant l'ère Taishō, il montre combien était alors à la mode l'architecture occidentale au Japon. Le bâtiment est conçu à l'origine pour abriter la cour d'appel de Nagoya. Il est aujourd'hui classé aujourd'hui bien culturel important.

## Galerie d'images

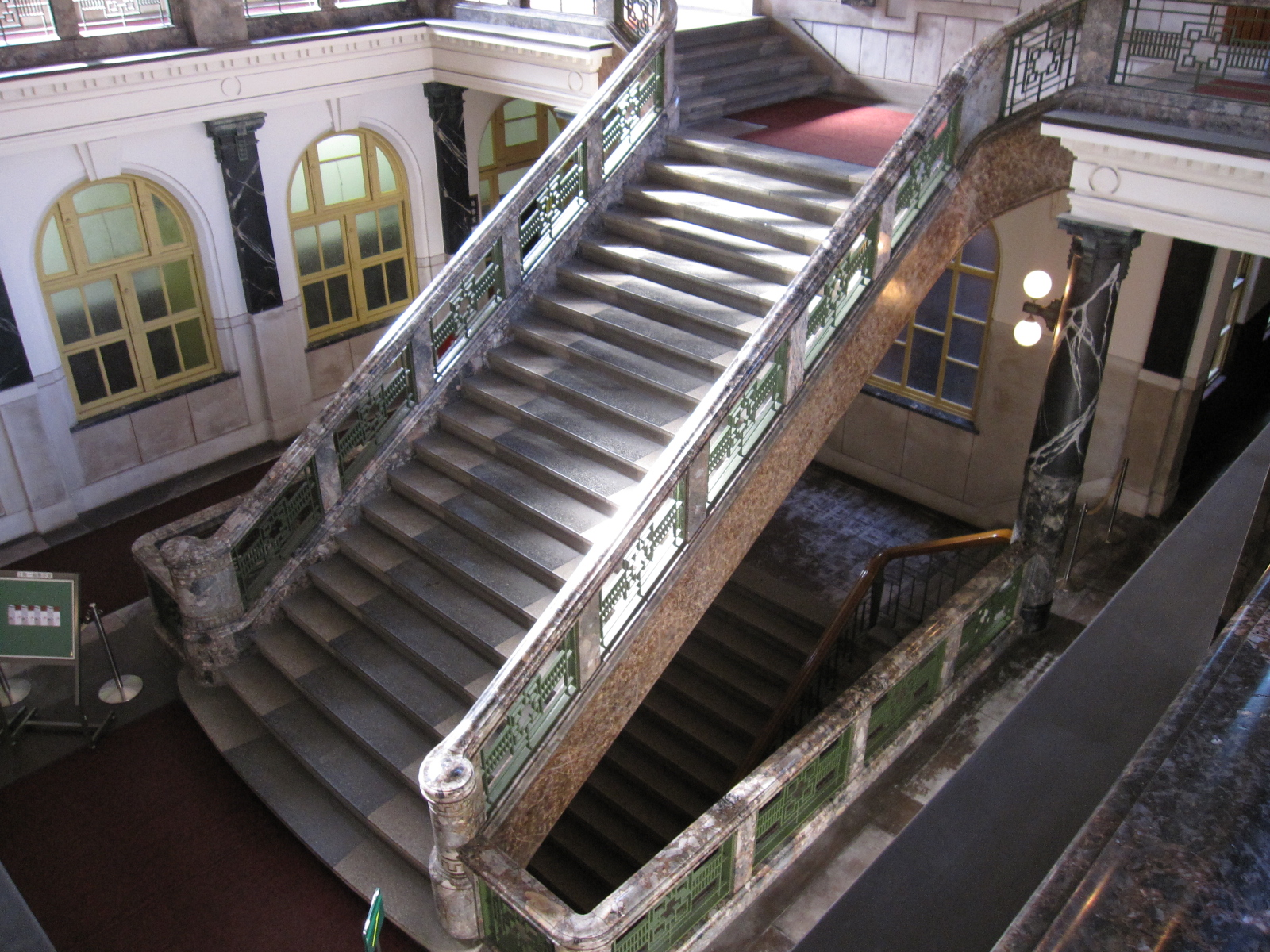
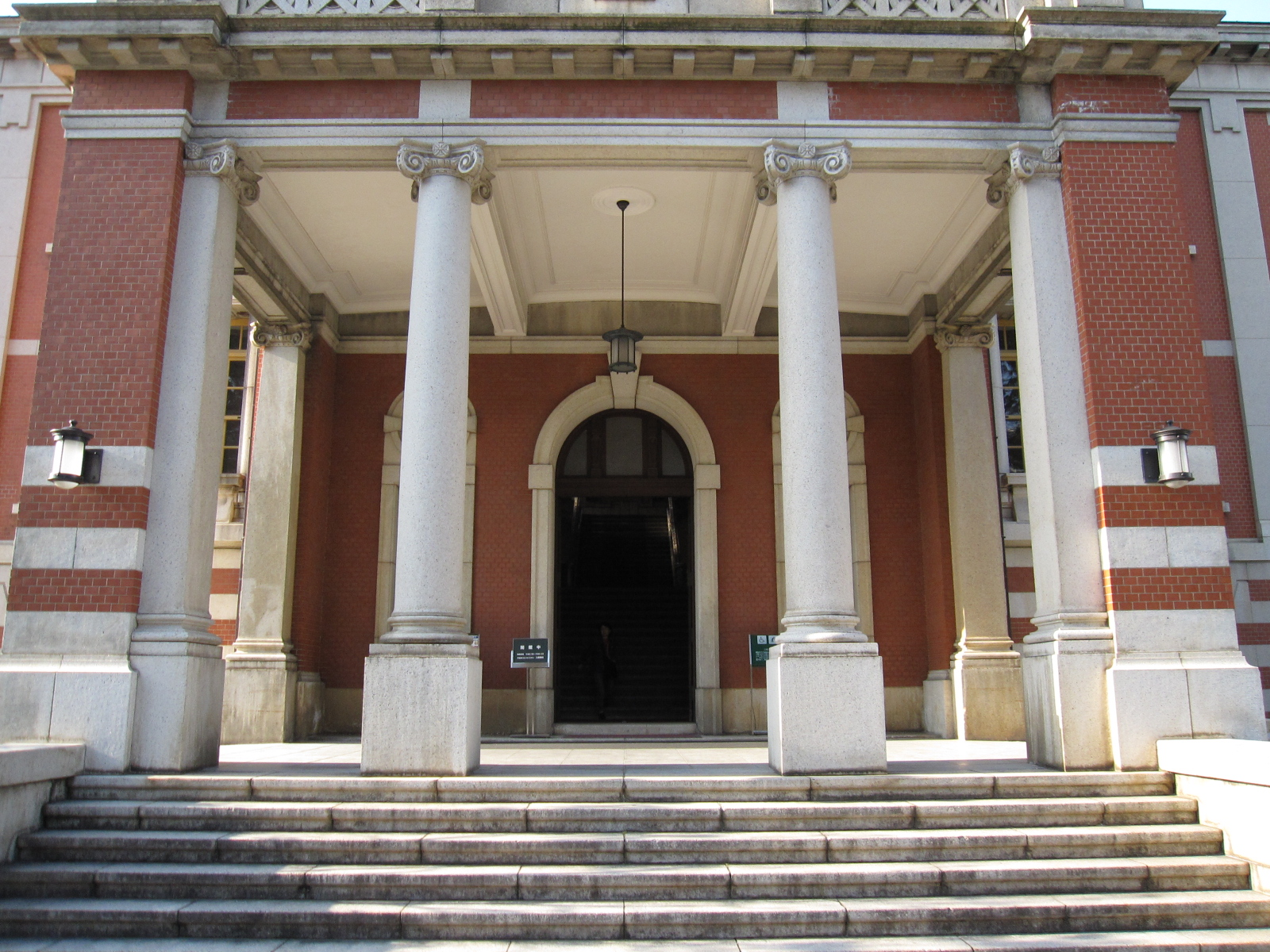
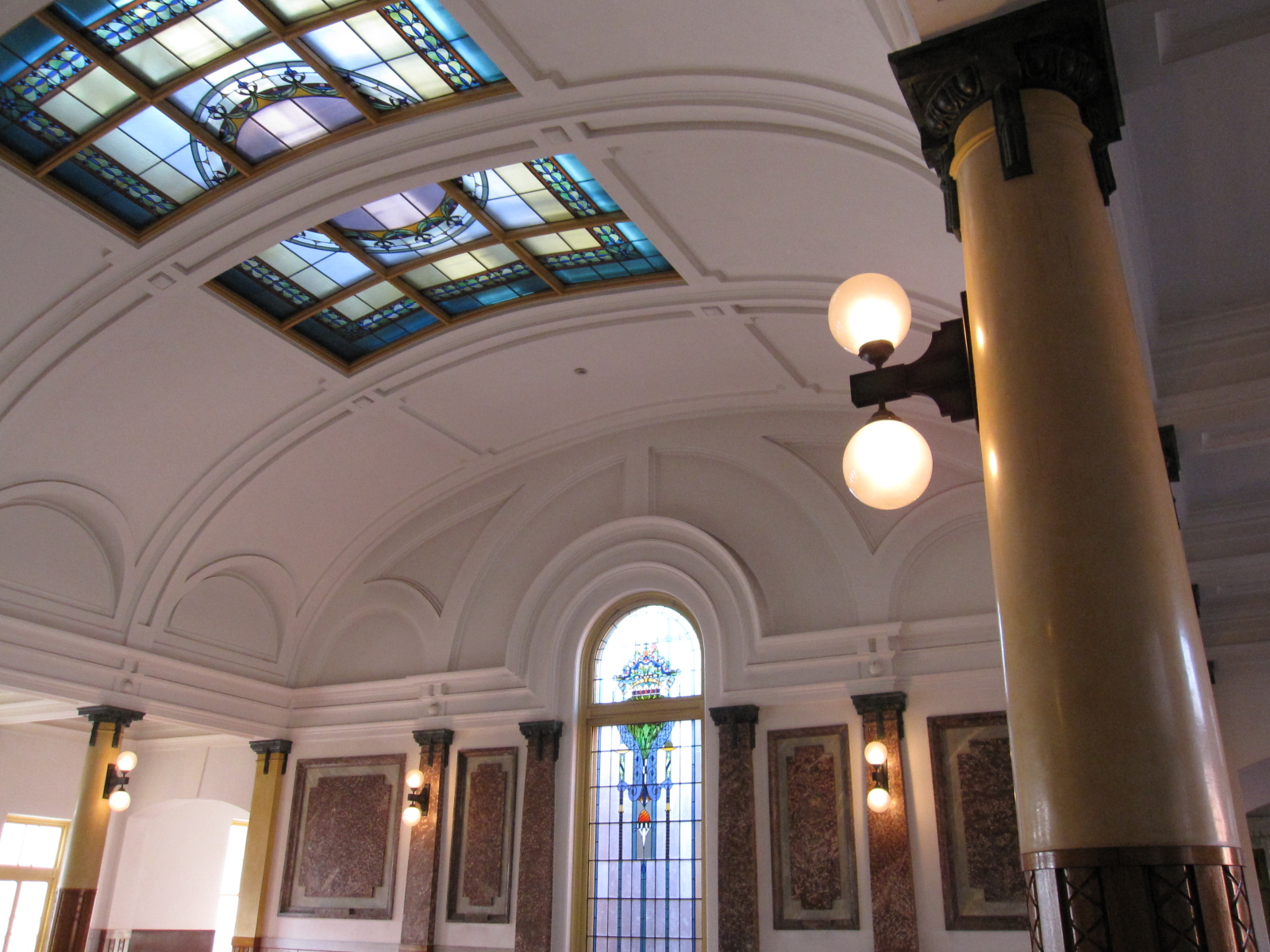